# Gimnasia en los Juegos Europeos de Minsk 2019
Las competiciones de gimnasia en los II Juegos Europeos se realizaron en la Minsk Arena de Minsk (Bielorrusia) del 22 al 30 de junio de 2019.
En total fueron disputadas en este deporte 32 pruebas diferentes, 9 masculinas, 18 femeninas y 5 mixtas, repartidas en las 5 especialidades de este deporte: 12 pruebas en gimnasia artística, 8 en gimnasia rítmica, 4 en trampolín, 6 en gimnasia acrobática y 2 en gimnasia aeróbica.

## Medallistas de gimnasia artística

### Masculino
| Evento                                     | Oro                                   | Plata                                       | Bronce                                    |
| ------------------------------------------ | ------------------------------------- | ------------------------------------------- | ----------------------------------------- |
| Concurso completo individual (29 de junio) | David Beliavski · Rusia · 85,465 pts. | Oleh Verniayev · Ucrania · 84,632 pts.      | Vladislav Poliashov · Rusia · 84,464 pts. |
| Suelo (30 de junio)                        | Emil Soravuo · Finlandia · 14,433     | Giarnni Regini-Moran · Reino Unido · 14,233 | Petro Pajniuk · Ucrania · 14,200          |
| Caballo con arcos (30 de junio)            | David Beliavski · Rusia · 15,033      | Oleh Verniayev · Ucrania · 14,900           | Andrei Lijavitski · Bielorrusia · 14,566  |
| Anillas (30 de junio)                      | Marco Lodadio · Italia · 14,800       | Vahagn Davtian · Armenia · 14,766           | Ihor Radivilov · Ucrania · 14,733         |
| Salto de potro (30 de junio)               | Artur Davtian · Armenia · 15,016      | Dmitri Lankin · Rusia · 14,733              | Ihor Radivilov · Ucrania · 14,649         |
| Paralelas (30 de junio)                    | Oleh Verniayev · Ucrania · 15,333     | Marios Yeoryíu · Chipre · 14,900            | Ferhat Arıcan · Turquía · 14,833          |
| Barra fija (30 de junio)                   | Robert Tvorogal · Lituania · 14,400   | Ahmet Önder · Turquía · 14,100              | Dávid Vecsernyés · Hungría · 14,066       |

### Femenino
| Evento                                     | Oro                                       | Plata                                     | Bronce                                        |
| ------------------------------------------ | ----------------------------------------- | ----------------------------------------- | --------------------------------------------- |
| Concurso completo individual (29 de junio) | Anguelina Melnikova · Rusia · 54,498 pts. | Lorette Charpy · Francia · 54,166 pts.    | Diana Varinska · Ucrania · 52,766 pts.        |
| Suelo (30 de junio)                        | Anastasiya Bachynska · Ucrania · 13,200   | Aneta Holasová · República Checa · 12,966 | Jessica Castles · Suecia · 12,933             |
| Salto de potro (30 de junio)               | Teja Belak · Eslovenia · 14,283           | Anguelina Melnikova · Rusia · 14,133      | Sára Péter · Hungría · 14,066                 |
| Barras asimétricas (30 de junio)           | Anguelina Melnikova · Rusia · 14,466      | Rebecca Downie · Reino Unido · 14,400     | Anastasiya Alistratava · Bielorrusia · 14,233 |
| Barra (30 de junio)                        | Nina Derwael · Bélgica · 13,766           | Anguelina Melnikova · Rusia · 13,600      | Diana Varinska · Ucrania · 13,100             |

### Medallero
| Núm. | País            | Oro | Plata | Bronce | Total |
| ---- | --------------- | --- | ----- | ------ | ----- |
| 1    | Rusia           | 4   | 3     | 1      | 8     |
| 2    | Ucrania         | 2   | 2     | 5      | 9     |
| 3    | Armenia         | 1   | 1     | 0      | 2     |
| 4    | Bélgica         | 1   | 0     | 0      | 1     |
| 4    | Eslovenia       | 1   | 0     | 0      | 1     |
| 4    | Finlandia       | 1   | 0     | 0      | 1     |
| 4    | Italia          | 1   | 0     | 0      | 1     |
| 4    | Lituania        | 1   | 0     | 0      | 1     |
| 9    | Reino Unido     | 0   | 2     | 0      | 2     |
| 10   | Turquía         | 0   | 1     | 1      | 2     |
| 11   | Chipre          | 0   | 1     | 0      | 1     |
| 11   | Francia         | 0   | 1     | 0      | 1     |
| 11   | República Checa | 0   | 1     | 0      | 1     |
| 14   | Bielorrusia     | 0   | 0     | 2      | 2     |
| 14   | Hungría         | 0   | 0     | 2      | 2     |
| 16   | Suecia          | 0   | 0     | 1      | 1     |
|      | TOTAL           | 12  | 12    | 12     | 36    |

## Medallistas de gimnasia rítmica

### Medallero
| Núm. | País        | Oro | Plata | Bronce | Total |
| ---- | ----------- | --- | ----- | ------ | ----- |
| 1    | Rusia       | 4   | 1     | 2      | 7     |
| 2    | Israel      | 2   | 2     | 0      | 4     |
| 3    | Bielorrusia | 2   | 1     | 2      | 5     |
| 4    | Bulgaria    | 0   | 3     | 2      | 5     |
| 5    | Ucrania     | 0   | 1     | 2      | 3     |
|      | TOTAL       | 8   | 8     | 8      | 24    |

## Medallistas de gimnasia acrobática

### Femenino
| Evento                                     | Oro                                                                                | Plata                                                                                        | Bronce                                                                                  |
| ------------------------------------------ | ---------------------------------------------------------------------------------- | -------------------------------------------------------------------------------------------- | --------------------------------------------------------------------------------------- |
| Grupo – Dinámico (22 de junio)             | Bélgica · Charlotte Van Royen · Talia De Troyer · Britt Vanderdonckt · 28,830 pts. | Portugal · Francisca Maia · Francisca Sampaio Maia · Bárbara da Silva Sequeira · 28,740 pts. | Bielorrusia · Yuliya Ivonchyk · Veranika Nabokina · Karina Sandovich · 28,090 pts.      |
| Grupo – Balance (22 de junio)              | Bielorrusia · Yuliya Ivonchyk · Veranika Nabokina · Karina Sandovich · 29,520      | Bélgica · Charlotte Van Royen · Talia De Troyer · Britt Vanderdonckt · 29,230                | Portugal · Francisca Maia · Francisca Sampaio Maia · Bárbara da Silva Sequeira · 28,570 |
| Concurso completo por grupos (23 de junio) | Bélgica · Charlotte Van Royen · Talia De Troyer · Britt Vanderdonckt · 29,960      | Portugal · Francisca Maia · Francisca Sampaio Maia · Bárbara da Silva Sequeira · 29,110      | Bielorrusia · Yuliya Ivonchyk · Veranika Nabokina · Karina Sandovich · 29,060           |

### Mixto
| Evento                                      | Oro                                                       | Plata                                                            | Bronce                                                      |
| ------------------------------------------- | --------------------------------------------------------- | ---------------------------------------------------------------- | ----------------------------------------------------------- |
| Par mixto – Dinámico (22 de junio)          | Viktoriya Aksenova · Kiril Startsev · Rusia · 29,060 pts. | Ruhidil Qurbanlı · Abdulla Əl-Məşayxi · Azerbaiyán · 28,830 pts. | Volha Melnik · Artur Beliakou · Bielorrusia · 28,810 pts.   |
| Par mixto – Balance (22 de junio)           | Volha Melnik · Artur Beliakou · Bielorrusia · 29,490      | Viktoriya Aksenova · Kiril Startsev · Rusia · 29,230             | Ruhidil Qurbanlı · Abdulla Əl-Məşayxi · Azerbaiyán · 28,160 |
| Par mixto – Concurso completo (23 de junio) | Viktoriya Aksenova · Kiril Startsev · Rusia · 29,580      | Ruhidil Qurbanlı · Abdulla Əl-Məşayxi · Azerbaiyán · 29,540      | Volha Melnik · Artur Beliakou · Bielorrusia · 29,420        |

### Medallero
| Núm. | País        | Oro | Plata | Bronce | Total |
| ---- | ----------- | --- | ----- | ------ | ----- |
| 1    | Bélgica     | 2   | 1     | 0      | 3     |
| 1    | Rusia       | 2   | 1     | 0      | 3     |
| 3    | Bielorrusia | 2   | 0     | 4      | 6     |
| 4    | Azerbaiyán  | 0   | 2     | 1      | 3     |
| 4    | Portugal    | 0   | 2     | 1      | 3     |
|      | TOTAL       | 6   | 6     | 6      | 18    |

## Medallistas de gimnasia aeróbica
| Evento                  | Oro | Plata | Bronce                                                                                         |
| ----------------------- | --- | --- | ---------------------------------------------------------------------------------------------- |
| Par mixto (24 de junio) | Michela Castoldi · Davide Donati · Italia · 21,850 pts.                                                 | Andreea Bogati · Dacian Barna · Rumania · 21,800 pts.                                                        | Tatiana Konakova · Grigori Shijaleyev · Rusia · 21,300 pts.                                    |
| Grupos (25 de junio)    | Rusia · Garsevan Dzhanazian · Timur Kulayev · Ilia Ostapenko · Piotr Perminov · Roman Semionov · 22,250 | Bulgaria · Tijomir Barotev · Ivelina Lukaki · Antonio Papazov · Darina Pashova · Ana Maria Stoilova · 22,186 | Rumania · Dacian Barna · Gabriel Bocser · Andreea Bogati · Marian Brotei · Mihai Popa · 22,083 |

### Medallero
| Núm. | País     | Oro | Plata | Bronce | Total |
| ---- | -------- | --- | ----- | ------ | ----- |
| 1    | Rusia    | 1   | 0     | 1      | 2     |
| 2    | Italia   | 1   | 0     | 0      | 1     |
| 3    | Rumania  | 0   | 1     | 1      | 2     |
| 4    | Bulgaria | 0   | 1     | 0      | 1     |
|      | TOTAL    | 2   | 2     | 2      | 6     |

## Medallistas de gimnasia en trampolín

### Masculino
| Evento                     | Oro                                                   | Plata                                                 | Bronce                                               |
| -------------------------- | ----------------------------------------------------- | ----------------------------------------------------- | ---------------------------------------------------- |
| Individual (25 de junio)   | Uladzislau Hancharou · Bielorrusia · 60,045 pts.      | Mijail Melnik · Rusia · 59,435 pts.                   | Diogo Ganchinho · Portugal · 58,660 pts.             |
| Sincronizado (24 de junio) | Łukasz Jaworski · Artur Zakrzewski · Polonia · 51,450 | Anton Davydenko · Mykola Prostorov · Ucrania · 51,350 | Allan Morante · Sébastien Martiny · Francia · 50,790 |

### Femenino
| Evento                     | Oro                                                           | Plata                                              | Bronce                                        |
| -------------------------- | ------------------------------------------------------------- | -------------------------------------------------- | --------------------------------------------- |
| Individual (24 de junio)   | Léa Labrousse · Francia · 54,800 pts.                         | Luba Golovina · Georgia · 53,990 pts.              | Hanna Hancharova · Bielorrusia · 53,970 pts.  |
| Sincronizado (25 de junio) | Hanna Hancharova · Maryia Majarynskaya · Bielorrusia · 50,230 | Maryna Kyiko · Svitlana Malkova · Ucrania · 48,240 | Irina Kundius · Yana Pavlova · Rusia · 48,140 |

### Medallero
| Núm. | País        | Oro | Plata | Bronce | Total |
| ---- | ----------- | --- | ----- | ------ | ----- |
| 1    | Bielorrusia | 2   | 0     | 1      | 3     |
| 2    | Francia     | 1   | 0     | 1      | 2     |
| 3    | Polonia     | 1   | 0     | 0      | 1     |
| 4    | Ucrania     | 0   | 2     | 0      | 2     |
| 5    | Rusia       | 0   | 1     | 1      | 2     |
| 6    | Georgia     | 0   | 1     | 0      | 1     |
| 7    | Portugal    | 0   | 0     | 1      | 1     |
|      | TOTAL       | 4   | 4     | 4      | 12    |

## Medallero
| Núm. | País            | Oro | Plata | Bronce | Total |
| ---- | --------------- | --- | ----- | ------ | ----- |
| 1    | Rusia           | 11  | 6     | 5      | 22    |
| 2    | Bielorrusia     | 6   | 1     | 9      | 16    |
| 3    | Bélgica         | 3   | 1     | 0      | 4     |
| 4    | Ucrania         | 2   | 5     | 7      | 14    |
| 5    | Israel          | 2   | 2     | 0      | 4     |
| 6    | Italia          | 2   | 0     | 0      | 2     |
| 7    | Francia         | 1   | 1     | 1      | 3     |
| 8    | Armenia         | 1   | 1     | 0      | 2     |
| 9    | Eslovenia       | 1   | 0     | 0      | 1     |
| 9    | Finlandia       | 1   | 0     | 0      | 1     |
| 9    | Lituania        | 1   | 0     | 0      | 1     |
| 9    | Polonia         | 1   | 0     | 0      | 1     |
| 13   | Bulgaria        | 0   | 4     | 2      | 6     |
| 14   | Portugal        | 0   | 2     | 2      | 4     |
| 15   | Azerbaiyán      | 0   | 2     | 1      | 3     |
| 16   | Reino Unido     | 0   | 2     | 0      | 2     |
| 17   | Rumania         | 0   | 1     | 1      | 2     |
| 17   | Turquía         | 0   | 1     | 1      | 2     |
| 19   | Chipre          | 0   | 1     | 0      | 1     |
| 19   | Georgia         | 0   | 1     | 0      | 1     |
| 19   | República Checa | 0   | 1     | 0      | 1     |
| 22   | Hungría         | 0   | 0     | 2      | 2     |
| 23   | Suecia          | 0   | 0     | 1      | 1     |
|      | TOTAL           | 32  | 32    | 32     | 96    |